# IC 1934
IC 1934 је лентикуларна галаксија у сазвјежђу Персеј која се налази на листи објеката дубоког неба у Индекс каталогу.
Деклинација објекта је + 42° 47' 34" а ректасцензија 3h 31m 13,9s. Привидна величина (магнитуда) објекта IC 1934 износи 14,0 а фотографска магнитуда 15,0. IC 1934 је још познат и под ознакама UGC 2769, PGC 13080.